# World Series of Poker 1996
1996 års World Series of Poker (WSOP) pokerturnering hölls vid Binion's Horseshoe.

## Inledande event
| Event                          | Vinnare              | Pris (USD) | Tvåa               |
| ------------------------------ | -------------------- | ---------- | ------------------ |
| $1 500 Kinesisk poker          | Gregory Grivas       | $37 200    | Charles Burris     |
| $2 000 Limit Hold'em           | David Chiu           | $396 000   | Jaan Shu           |
| $1 500 Seven Card Stud         | Gary Benson          | $148 200   | Billy Cohen        |
| $1 500 Limit Omaha             | Dudy Roach           | $102 600   | Men Nguyen         |
| $1 500 Seven Card Stud Split   | John Cernuto         | $147 000   | Lonnie Heimowitz   |
| $1 500 Seven Card Razz         | Randy Holland        | $87 000    | Joe Aurelio        |
| $1 500 Omaha 8 or better       | Adeeb Harb           | $155 815   | Noli Francisco     |
| $1 500 No Limit Hold'em        | John Morgan          | $227 815   | George Githens     |
| $1 500 Pot Limit Omaha         | Jim Huntley          | $168 600   | Phil Mazzella      |
| $1 500 Pot Limit Hold'em       | Al Krux              | $156 375   | Gerardo Crespi     |
| $5 000 Deuce to Seven Draw     | Kassem "Freddy" Deeb | $146 250   | Mickey Appleman    |
| $2 500 Seven Card Stud Split   | Frank Thompson       | $94 000    | Ted Forrest        |
| $2 500 Omaha 8 or better       | Men Nguyen           | $110 000   | Mattias Rochnacher |
| $5 000 Chinese Poker           | Jim Feldhouse        | $50 000    | Eli Balas          |
| $1 500 Ace to Five Draw        | Hans "Tuna" Lund     | $71 400    | John Henson        |
| $3 000 Limit Hold'em           | Donny Kerr           | $200 400   | Michael Halford    |
| $2 500 Seven Card Stud         | Marty Sigel          | $144 000   | Annie Duke         |
| $2 500 Pot Limit Omaha         | Sam Farha            | $145 000   | Brent Carter       |
| $2 500 Pot Limit Hold'em       | Barbara Enright      | $180 000   | Stan Goldstein     |
| $5 000 Seven Card Stud         | Henry Orenstein      | $130 000   | Humberto Brenes    |
| $2 500 No Limit Hold'em        | Mel Weiner           | $250 315   | John Spadavecchia  |
| $5 000 Limit Hold'em           | Tony Ma              | $236 000   | John Bonetti       |
| $1 000 Ladies' Seven Card Stud | Susie Isaacs         | $42 000    | Nikki Harris       |

## Main Event
295 stycken deltog i Main Event. Varje deltagare betalade $10 000 för att delta.

### Finalbordet
| Placering | Namn           | Pris       |
| --------- | -------------- | ---------- |
| 1         | Huck Seed      | $1 000 000 |
| 2         | Bruce Van Horn | $585 000   |
| 3         | John Bonetti   | $341 250   |
| 4         | Men Nguyen     | $195 000   |
| 5         | An Tran        | $128 700   |
| 6         | Andre Boyer    | $97 500    |